# Targa Florio 1949

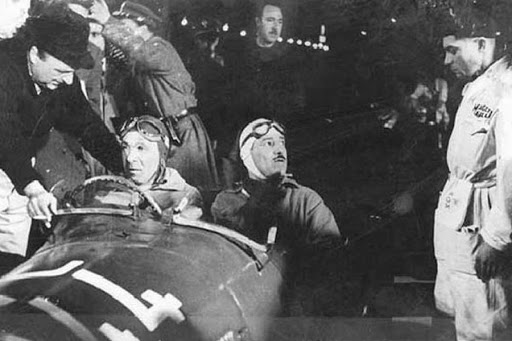
Die Rennsieger Clemente Biondetti (am Steuer) und Aldo Benedetti im Ferrari 166 Spyder Corsa

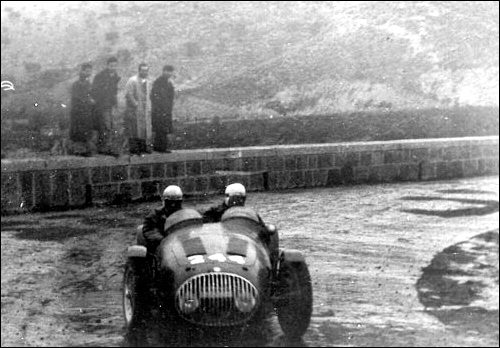
Franco Cornacchia und Alessandro Bassi im Osca MT4

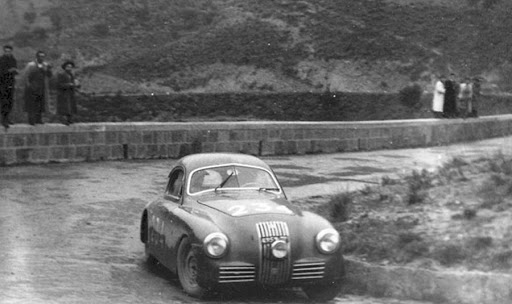
Der Fiat 1100 Sport von Igino Baseggio

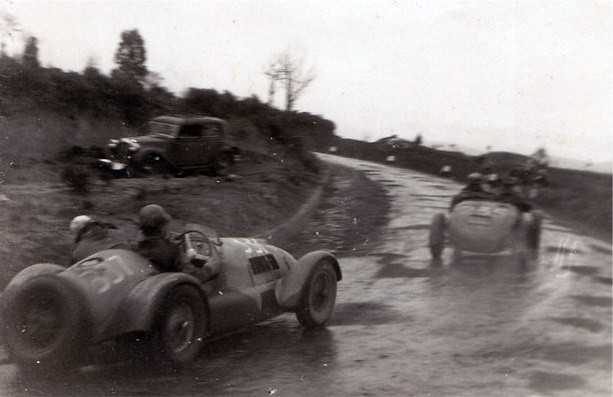
Links der Ferrari 166 Spyder Corsa von Roberto Vallone und Sergio Sighinolfi

Die 33. Targa Florio, auch XXXIII Targa Florio, war ein Straßenrennen auf Sizilien und fand am 20. März 1949 statt. Gleichzeitig war das Rennen der neunte Giro di Sicilia, auch 9° Giro di Sicilia.

## Die Vorgeschichte
Im Frühjahr 1949 kehrte Targa-Florio-Gründer Vincenzo Florio in das Organisationskomitee des Rennens zurück. 1933 war er unfreiwillig ausgeschieden und musste mitansehen, wie in den späten 1930er-Jahren aus dem einst großen Straßenrennen eine mittelklassige Voiturette-Veranstaltung wurde. Hintergrund der Rückkehr war ein Streit zwischen Raimondo Lanza di Trabia, Florios Neffen, der als Vorsitzender von Comitato Sportivo Motoristico Sicilano das Rennen nunmehr organisierte, und der Commissione Sportiva Automobilistica Italiana (CSAI), dem italienischen Motorsportverband. Dieser wollte verstärkt in die Organisation der Targa und des Giro di Sicila eingreifen, was di Trabia rundweg ablehnte. Gemeinsam mit seinen Mitstreitern gründete er daraufhin die Commissione Sportiva Automobilistica Siciliana, den vom Zentralverband unabhängigen sizilianischen Automobilverband. Das Angebot, diesem Verband als Präsident vorzustehen, lehnte Vincenzo Florio ab und überließ diese Position seinem Neffen, um sich in seiner alten und neuen Position als Vorsitzer des Veranstaltungskomitees um die Organisation des Rennens kümmern zu können.
Der zweifache Targa-Florio-Sieger Tazio Nuvolari war Ehrengast des Rennens. Nach seiner Anwesenheit beim Gala-Diner fuhr er am Tag vor dem Rennen im Alfa Romeo 8C einige Ehrenrunden durch Palermo. Sein schlechter Gesundheitszustand – Nuvolari litt unter fortgeschrittenem Asthma bronchiale – machte eine Rennteilnahme unmöglich. Dadurch zerschlug sich di Trabias Idee, Nuvolari als Beifahrer im Maserati von Emilio Romano zu melden.

## Das Rennen

### Die Route
Palermo – Trapani – Marsala – Castelvetrano – Sciacca – Agrigento – Caltanissetta – Enna – Gela – Ragusa – Noto – Siracusa – Catania – Messina – Sant’Agata di Militello – Cefalù – Palermo

### Teams, Hersteller und Fahrer
Erstmals nach dem Ende des Zweiten Weltkriegs war mit Frazer Nash ein nichtitalienisches Team gemeldet. Das Fahrzeug – ein Frazer Nash High Speed – das im Firmenstandort in London extra für das Rennen gebaut worden war und einen 2-Liter-BMW-Motor hatte, fuhr ein Frazer-Nash-Mitarbeiter nach Palermo. Einsatzfahrer war Dorino Serafini und sein Beifahrer der Mailänder Fahrzeughändler Rodolfo Haller. Das zweite von Frazer Nash nach Sizilien gebrachte Fahrzeug war ein weitgehend serienmäßiger Bristol 400, den Giovanni Lurani steuerte. Dessen Beifahrer war Frazer-Nash-Miteigentümer Harold John Aldington.
Vorjahressieger Clemente Biondetti trat erneut für die Scuderia Inter, die Rennmannschaft von Igor Troubetzkoy und Bruno Sterzi, an. Einsatzfahrzeug war diesmal ein Ferrari 166 Spyder Corsa. Einen Spyder Corsa fuhr auch Giovanni Bracco. Sein Beifahrer war wie im Vorjahr der junge Umberto Maglioli. Sein Renndebüt gab der Ferrari 166 MM, der für viele Ferraristi den Beginn der Erfolgsgeschichte des Sportwagenbauers markiert. Weitreichende Bekanntheit erreichte das Rennwagenmodell durch den Gesamtsieg von Luigi Chinetti und Patrick Mitchell-Thomson, 2. Baron Selsdon, beim 24-Stunden-Rennen von Le Mans 1949, das drei Monate später stattfand. Bei der Targa steuerte Ferrari-Werksfahrer Franco Cortese das erste gebaute 166-MM-Chassis.
Ein neuer Hersteller war die Officine Specializzata Costruzioni Automobili, die 1947 von den Maserati-Brüdern gegründet wurde, nachdem sie das Familienunternehmen 1937 verkauft hatten. Im Osca MT4 ging Franco Cornacchia ins Rennen, der in den Wochen vor dem Rennstart einige Kilogramm abnehmen musste, um in das kleine Cockpit des Osca zu passen. Eine ungewöhnliche Konstruktion war der Alfa Maserati Prete 2500, ein Eigenbau, den der neapolitanische Mechaniker Placido Prete in seiner Werkstatt gebaut hatte. Der Wagen hatte ein altes Maserati-Chassis und einen 2,5-Liter-Alfa-Romeo-Motor. Als Fahrer verpflichtete Prete Giovanni Rocco, den Targa-Sieger 1938. „Nur um Spaß zu haben“, startete der 1930er-Jahre-Grand-Prix-Pilot und zweifache Mille-Miglia-Gesamtsieger Carlo Maria Pintacuda auf einem kleinen Fiat 500 A.

### Der Rennverlauf
Die Entscheidung der Organisatoren, das Rennen auf einen Termin im März zu verlegen, erwies sich im Nachhinein als falsch. Das Wetter war schlecht. Es regnete beinahe den ganzen Tag, die Straßen waren rutschig und in den Bergregionen was es kalt und nebelig. Die ersten Fahrzeuge, die ab Mitternacht auf die Strecke gingen, waren Tourenwagen. Als der letzte Sportwagen den Start-und-Ziel-Bereich in der Viale del Foro Italico in Palermo verlassen hatte, war es vier Uhr morgens.
Zu Beginn des Rennens führten die Lancia-Aprilia-Tourenwagen, angeführt von Alfredo Fondi und Giannino Marzotto. In Trapani übernahmen die Sportwagen das Kommando. An der Spitze fuhr Dorino Serafini im Frazer Nash, dahinter lagen die Ferrari von Bruno Sterzi, Roberto Vallone und Clemente Biondetti. Bereits ausgeschieden waren Franco Cortese und Giovanni Bracco, deren Fahrzeuge vom Start weg Probleme mit der Technik hatten.
Die Rennentscheidung fiel in der Nähe von Enna, wo Serafini nach einem Unfall ausschied und Biondetti im strömenden Regen die Führung übernahm. Bis zum Rennende konnte Biondetti Franco Rol in dessen privat gemeldetem Alfa Romeo 6C 2500 Competizione nicht abschütteln. Nach einer Fahrzeit von über 13 Stunden hatte er im Ziel nur einen Vorsprung von knapp drei Minuten auf Rol. Die große Überraschung war der dritte Gesamtrang von Giovanni Rocco im Prete-Eigenbau.

## Ergebnisse

### Schlussklassement
| 1               | S über 1.1 | 344 | Scuderia Inter                          | Clemente Biondetti Aldo Benedetti          | Ferrari 166 SC                  | 13:15:09,600 |
| 2               | S über 1.1 | 335 | Franco Rol                              | Franco Rol Vincenzo Richiero               | Alfa Romeo 6C 2500 Competizione | 13:17:58,200 |
| 3               | S über 1.1 | 330 | Placido Prete                           | Giovanni Rocco Placido Prete               | Alfa Maserati Prete 2500        | 13:33:10,000 |
| 4               | S über 1.1 | 331 | Nicola Musmeci                          | Nicola Musmeci Enzo Catania                | Maserati A6GCS                  | 13:52:17,200 |
| 5               | T über 1.1 | 151 | Giannino Marzotto                       | Giannino Marzotto Marco Crosara            | Lancia Aprilia                  | 14:21:42,000 |
| 6               | S bis 1.1  | 236 | Emanuele De Maria                       | Emanuele De Maria Giovanni De Maria        | Fiat 1100 Sport                 | 14:30:18,200 |
| 7               | S bis 1.1  | 303 | Compagnia Industriale Sportiva Italiana | Inico Bernabei Adolfo Macchieraldo         | Cisitalia 202 SMM               | 14:30:57,600 |
| 8               | S bis 1.1  | 256 | Nuccio Bertone                          | Nuccio Bertone Antonio Cernigliaro         | Fiat Stanguellini 1100 Sport    | 14:32:04,600 |
| 9               | S bis 1.1  | 255 | Zurlo Fratelli                          | Antonio Zurlo Gaetano Zurlo                | Fiat 1100 Sport                 | 14:40:52,200 |
| 10              | S bis 1.1  | 248 | Ovidio Capelli                          | Ovidio Capelli Orlando Gerli               | Fiat Stanguellini 1100 Sport    | 14:44:25,000 |
| 11              | T über 1.1 | 201 | Automobili Frazer Nash                  | Giovanni Lurani Harold John Aldington      | Bristol 400                     | 14:55:41,000 |
| 12              | S bis 1.1  | 253 | Carlo Graziano                          | Carlo Graziano Augusto Zanardi             | Fiat 1100 Sport                 | 14:56:11,800 |
| 13              | T über 1.1 | 152 | Mario Reynaldi                          | Mario Reynaldi Orlando Cravotto            | Lancia Aprilia                  | 15:02:51,400 |
| 14              | T über 1.1 | 206 | Ezio Ferraris                           | Ezio Ferraris Luciano Pavignano            | Lancia Aprilia                  | 15:04:34,000 |
| 15              | S bis 1.1  | 244 | Franco Cornacchia                       | Franco Cornacchia Alessandro Bassi         | Osca MT4 1.1                    | 15:07:48,600 |
| 16              | S bis 1.1  | 250 | Raimondo Lanza di Trabia                | Raimondo Lanza di Trabia Adriano Stagni    | Fiat 1100 Sport                 | 15:10:41,400 |
| 17              | S bis 1.1  | 311 | Giuseppe Tassara                        | Giuseppe Tassara Archimede Rosa            | Cisitalia 202 Sport             | 15:16:45,600 |
| 18              | T über 1.1 | 202 | Alfredo Fondi                           | Girolamo Giacobbe Alfredo Fondi            | Lancia Aprilia                  | 15:21:05,000 |
| 19              | S über 1.1 | 342 | Giacomo Mucera                          | Giacomo Mucera Raffaele Nifosi             | Fiat Mucera 1500 Sport          | 15:23:09,000 |
| 20              | T bis 1.1  | 059 | Gino De Sanctis                         | Gino De Sanctis Agostino Prosperi          | Fiat 1100 B                     | 15:45:55,000 |
| 21              | T bis 1.1  | 100 | Gustavo Leanza                          | Gustavo Leanza Di Garofalo                 | Fiat 1100 B                     | 15:46:25,200 |
| 22              | T bis 1.1  | 049 | Giuseppe Mongelli                       | Giuseppe Mongelli Ennio Tannoia            | Fiat 1100 B                     | 15:47:16,200 |
| 23              | T bis 1.1  | 051 | Domenico Minneci                        | Domenico Minneci Fici                      | Fiat 1100 B                     | 16:06:05,000 |
| 24              | T bis 1.1  | 048 | Carmelo di Pasquale                     | Carmelo di Pasquale Cappuzzello            | Fiat 1100 B                     | 16:09:16,000 |
| 25              | T bis 1.1  | 103 | Umberto Cagli                           | Umberto Cagli Sergio Banti                 | Fiat 1100 B                     | 16:17:43,000 |
| 26              | T über 1.1 | 159 | Saro Grasso Bertazzi                    | Saro Grasso Bertazzi Orazio Licciardello   | Lancia Aprilia                  | 16:26:32,800 |
| 27              | T bis 1.1  | 053 | Cesare Folli                            | Cesare Folli Mario Villano                 | Fiat 1100 B                     | 16:27:59,400 |
| 28              | T über 1.1 | 207 | Luigi Fiertler                          | Luigi Fiertler Giuseppe Mascioli           | Alfa Romeo 6C 2500              | 16:32:55,000 |
| 29              | T bis 1.1  | 104 | Giuseppe Attanasio                      | Giuseppe Attanasio Vito Sante Boido        | Fiat 1100 B                     | 16:33:46,400 |
| 30              | S bis 1.1  | 235 | Rosario Mucera                          | Rosario Mucera Giuseppe Rizzo              | Fiat Mucera 1100 Sport          | 16:34:09,000 |
| 31              | T bis 1.1  | 044 | Mario Coda                              | Mario Coda Alessandro Tavolino             | Lancia Ardea                    | 16:36:42,000 |
| 32              | T bis 1.1  | 056 | Stefano Alquati                         | Stefano Alquati Balestrini                 | Fiat 1100 B                     | 16:41:46,000 |
| 33              | T bis 1.1  | 058 | Domenico Fantauzzo                      | Domenico Fantauzzo Domenico Lucchese       | Fiat 1100 B                     | 16:57:54,000 |
| 34              | T bis 750  | 015 | Angelo Sbordone                         | Angelo Sbordone Camillo Giuliani           | Fiat 500 B                      | 17:14:12,000 |
| 35              | T bis 1.1  | 102 | Giovanni Pezzino                        | Giovanni Pezzino                           | Fiat 1100 B                     | 17:18:53,000 |
| 36              | T bis 750  | 002 | Gangitano Fratelli                      | Raimondo Gangitano Gioacchino Gangitano    | Fiat 500 B                      | 17:20:30,000 |
| 37              | S bis 1.1  | 020 | Bruno Barbaro                           | Bruno Barbaro Letterio Cucinotta Piccolo   | Fiat 500 B                      | 17:53:22,200 |
| 38              | T bis 750  | 018 | Carlo Maria Pintacuda                   | Carlo Maria Pintacuda Ernesto Fuschi       | Fiat 500 B                      | 18:10:13,600 |
| 39              | S bis 750  | 122 | Ugo Puma                                | Ugo Puma Elio Zagato                       | Fiat Giusti Testadoro 750 Sport | 18:19:11,000 |
| 40              | T bis 750  | 010 | Francesco La Paglia                     | Francesco La Paglia Aurelio Signorelli     | Fiat 500 B                      | 18:22:07,000 |
| 41              | T bis 750  | 008 | Giuseppe Giglio                         | Giuseppe Giglio Renzo Neri                 | Fiat 500 B                      | 18:59:06,600 |
| 42              | T bis 1.1  | 045 | Antonio di Salvo                        | Antonio di Salvo Mario Falanga             | Fiat 1100 B                     | 19:20:43,000 |
| 43              | T bis 750  | 017 | Vittorio Jemma                          | Vittorio Jemma Domenico Tramontana         | Fiat 500 B                      | 19:29:22,000 |
| 44              | S bis 750  | 133 | Schermi Fratelli                        | Michele Schermi Giuseppe Schermi           | Fiat Siata 750 Sport            | 19:39:05,400 |
| 45              | T bis 750  | 019 | Renato Amati                            | Renato Amati Francesco Tamma               | Fiat 500 B                      | 19:40:17,400 |
| 46              | T bis 750  | 013 | Mario Beltrachini                       | Mario Beltrachini Murno                    | Fiat 500 B                      | 19:45:59,000 |
| 47              | T bis 750  | 006 | Salvatore Russo                         | Salvatore Russo Grifeo                     | Fiat 500 A                      | 19:46:03,200 |
| Nicht klassiert |            |     |                                         |                                            |                                 |              |
| 48              | S über 1.1 | 341 | Sonio Coletti                           | Sonio Coletti Fabrizio Serena di Lapigio   | Lancia Aprilia Sport            | 15:28:10,000 |
| 49              | S über 1.1 | 347 | Salvatore Russo Velis                   | Salvatore Russo Velis Salvatore Scuderi    | Lancia Aprilia Sport            | 15:31:00,000 |
| 50              | S bis 1.1  | 240 | Giuseppe Sutera                         | Giuseppe Sutera Pietro Gelfo               | Fiat 1100 Sport                 | 16:39:22,000 |
| 51              | S bis 1.1  | 234 | Igino Baseggio                          | Igino Baseggio D'Angelo                    | Fiat 1100 Sport                 | 16:55:35,000 |
| Disqualifiziert |            |     |                                         |                                            |                                 |              |
| 52              | T bis 750  | 007 | Gregorio Guzzardi                       | Gregorio Guzzardi Schermi                  | Fiat 500 A                      |              |
| 53              | T bis 750  | 014 | Rosario Mandina                         | Rosario Mandina Domenico Li Volsi          | Fiat 500 B                      |              |
| 54              | T bis 1.1  | 040 | Gianfranco Bornigia                     | Gianfranco Bornigia Tullio Pacini          | Fiat 1100 B                     |              |
| 55              | T über 1.1 | 156 | Antonio De Filippis                     | Antonio De Filippis Federico Raffaelli     | Lancia Aprilia                  |              |
| 56              | S bis 1.1  | 352 | Emilio Romano                           | Emilio Romano Giovanni Damiani             | Maserati A6GCS                  |              |
| Ausgefallen     |            |     |                                         |                                            |                                 |              |
| 57              | T bis 750  | 004 | Carlo Marsaglia                         | Carlo Marsaglia                            | Fiat 500 C                      |              |
| 58              | T bis 750  | 005 | Raffaele Cisternino                     | Raffaele Cisternino                        | Fiat 500 B                      |              |
| 59              | T bis 1.1  | 043 | Vittorio Sole                           | Vittorio Sole                              | Lancia Ardea                    |              |
| 60              | T bis 1.1  | 055 | Baldassarre Taormina                    | Baldassarre Taormina                       | Fiat 1100 B                     |              |
| 61              | S bis 750  | 121 | Bernardo Taraschi                       | Bernardo Taraschi Ernesto D'Ilario         | Urania BMW 750 Sport            |              |
| 62              | S bis 750  | 124 | Aurelio di Cristina                     | Aurelio di Cristina Lorenzo Bonocore       | Fiat BMW 750 Sport              |              |
| 63              | S bis 750  | 129 | Salvatore La Motta                      | Salvatore La Motta B. Seminara             | Fiat Giusti Testadoro 750 Sport |              |
| 64              | S bis 750  | 130 | Agostino Giardina                       | Agostino Giardina                          | Fiat Giusti Testadoro 750 Sport |              |
| 65              | S bis 750  | 132 | Gaetano Gaggiano                        | Gaetano Gaggiano                           | Fiat 750 Sport                  |              |
| 66              | S bis 750  | 135 | Mario Piccolo                           | Mario Piccolo                              | Fiat BMW 750 Sport              |              |
| 67              | T über 1.1 | 158 | Francesco Gullo                         | Francesco Gullo                            | Citroën 11 Traction Avant       |              |
| 68              | T über 1.1 | 200 | Carlo Leonetti                          | Carlo Leonetti                             | Lancia Aprilia                  |              |
| 69              | T über 1.1 | 205 | Nino D'Agata                            | Nino D'Agata Alberto Gasparin              | Lancia Aprilia                  |              |
| 70              | T über 1.1 | 208 | Guido Donato                            | Guido Donato Giorgio Basile                | Lancia Aprilia                  |              |
| 71              | T über 1.1 | 210 | Luigi Rossi                             | Luigi Rossi Ferdinando Nicolosi            | Alfa Romeo 2900 Freccia d'Oro   |              |
| 72              | S bis 1.1  | 232 | Compagnia Industriale Sportiva Italiana | Antonio Pucci Francesco Faraco             | Cisitalia 202 SMM               |              |
| 73              | S bis 1.1  | 241 | Giovanni Giordano                       | Giovanni Giordano                          | Cisitalia 202 SMM               |              |
| 74              | S bis 1.1  | 242 | Giovanni Amato                          | Giovanni Amato D'Arrigo                    | Fiat 1100 Sport                 |              |
| 75              | S bis 1.1  | 245 | Piero Scotti                            | Piero Scotti                               | Cisitalia 202                   |              |
| 76              | S bis 1.1  | 246 | Piero Mucera                            | Piero Mucera                               | Fiat Mucera 1100 Sport          |              |
| 77              | S bis 1.1  | 247 | Lo Monaco                               | Ignazio Lo Monaco Angelo Lo Monaco         | Fiat Lo Monaco 1100 Sport       |              |
| 78              | S bis 1.1  | 251 | Guido Scagliarini                       | Guido Scagliarini                          | Abarth Cisitalia 204A           |              |
| 79              | S bis 1.1  | 259 | Aurelio Perrone                         | Aurelio Perrone                            | Cisitalia 202 SMM               |              |
| 80              | S bis 1.1  | 312 | Stefano La Motta                        | Stefano La Motta Gennaro Alterio           | Cisitalia 202 SMM               |              |
| 81              | S über 1.1 | 334 | Automobili Frazer Nash                  | Dorino Serafini Rodolfo Haller             | Frazer Nash BMW High Speed      |              |
| 82              | S über 1.1 | 336 | Nardi & Danese                          | Francesco Beneventano Vittorio Omar        | Nardi Danese Alfa Romeo 2500    |              |
| 83              | S über 1.1 | 337 | Roberto Vallone                         | Roberto Vallone Sergio Sighinolfi          | Ferrari 166 SC                  |              |
| 84              | S über 1.1 | 338 | Antonio de Filippis                     | Maria Teresa de Filippis Giuseppe Ruggiero | Camen Bimotore                  |              |
| 85              | S über 1.1 | 343 | Scuderia Ferrari                        | Franco Cortese                             | Ferrari 166 MM                  |              |
| 86              | S über 1.1 | 345 | Giovanni Bracco                         | Giovanni Bracco Umberto Maglioli           | Ferrari 166 SC                  |              |
| 87              | S über 1.1 | 346 | Scuderia Inter                          | Bruno Sterzi Enzo Monari                   | Ferrari 166 SC                  |              |
| 88              | S über 1.1 | 348 | Ferdinando Righetti                     | Ferdinando Righetti                        | Fiat Stanguellini 1500 Sport    |              |
| 89              | S über 1.1 | 349 | Pierluigi Bianchetti                    | Pierluigi Bianchetti                       | Ferrari 166 S                   |              |
| 90              | S bis 1.1  | 230 | Cirino Scionti                          | Cirino Scionti Pappalardo                  | Fiat Scionti 1100 Sport         |              |

### Nur in der Meldeliste
Hier finden sich Teams, Fahrer und Fahrzeuge, die ursprünglich für das Rennen gemeldet waren, aber aus den unterschiedlichsten Gründen daran nicht teilnahmen.
| Pos. | Klasse     | Nr. | Team                  | Fahrer                        | Chassis                      |
| ---- | ---------- | --- | --------------------- | ----------------------------- | ---------------------------- |
| 91   | S bis 750  | 125 |                       |                               | Renault 4CV                  |
| 92   | T bis 750  | 009 | Umberto Cammarata     | Umberto Cammarata             | Fiat 500                     |
| 93   | T bis 750  | 012 | Robert Delpech        | Robert Delpech                | Fiat 500                     |
| 94   | T bis 750  | 016 | Ferdinando Nicolosi   | Ferdinando Nicolosi           | Fiat 500                     |
| 95   | T bis 1.1  | 041 | Edoardo di Salvo      | Edoardo di Salvo              | Fiat 1100 B                  |
| 96   | T bis 1.1  | 046 | Antonio Barbagallo    | Antonio Barbagallo            | Fiat 1100 B                  |
| 97   | T bis 1.1  | 050 | Michele de Stefani    | Michele de Stefani            | Fiat 1100 B                  |
| 98   | T bis 1.1  | 052 | Silvestro Durante     | Silvestro Durante             | Fiat 1100 B                  |
| 99   | T bis 1.1  | 054 | Arcangelo Alù         | Arcangelo Alù                 | Fiat 1100 B                  |
| 100  | T bis 1.1  | 057 | Gastone Crepaldi      | Gastone Crepaldi              | Lancia Ardea                 |
| 101  | S bis 750  | 120 | Giulio Baravelli      | Giulio Baravelli              | Fiat 750 Sport               |
| 102  | S bis 750  | 123 | Giovanbattista Faraco | Giovanbattista Faraco         | Fiat 750 Sport               |
| 103  | S bis 750  | 126 | Cripenius             | Cripenius                     | Fiat 750 Sport               |
| 104  | S bis 750  | 127 | Robert Delpech        | Robert Delpech                | Fiat 750 Sport               |
| 105  | S bis 750  | 128 | Sesto Leonardi        | Sesto Leonardi                | Fiat Patriarca 750 Sport     |
| 106  | S bis 750  | 131 | Guglielmo Esposito    | Guglielmo Esposito            | Fiat Siata 750 Sport         |
| 107  | S bis 750  | 134 | Guido Marino          | Guido Marino                  | Fiat 750 Sport               |
| 108  | S bis 750  | 136 | Francesco Sartarelli  | Francesco Sartarelli          | Fiat 750 Sport               |
| 109  | S bis 750  | 138 | Agostino Gariboldi    | Agostino Gariboldi            | Fiat 750 Sport               |
| 110  | S bis 750  | 139 | Celestino Giamporcaro | Celestino Giamporcaro         | Fiat 750 Sport               |
| 111  | T über 1.1 | 150 | Giuseppe Gagliano     | Giuseppe Gagliano             | Lancia Aprilia               |
| 112  | T über 1.1 | 153 | Plinio Bona           | Plinio Bona                   | Lancia Aprilia               |
| 113  | T über 1.1 | 155 | N. Musmeci            | N. Musmeci                    | Lancia Aprilia               |
| 114  | T über 1.1 | 157 | Mario Porrino         | Mario Porrino                 | Lancia Aprilia               |
| 115  | T über 1.1 | 203 | Aurelio Lorenzetti    | Aurelio Lorenzetti            | Lancia Aprilia               |
| 116  | T über 1.1 | 204 | Bruno Martignoni      | Bruno Martignoni              | Lancia Aprilia               |
| 117  | S bis 1.1  | 231 | Vittorio Jemma        | Vittorio Jemma                | Nardi Danese Fiat 1100 Sport |
| 118  | S bis 1.1  | 237 | Faraone               | Faraone                       | Fiat 1100 Sport              |
| 119  | S bis 1.1  | 238 | Serafino Castro       | Serafino Castro Buscemi       | Fiat 1100 Sport              |
| 120  | S bis 1.1  | 239 | Pollara               | Pollara                       | Fiat 1100 Sport              |
| 121  | S bis 1.1  | 243 | Baldassarre Grimaldi  | Baldassarre Grimaldi          | Cisitalia 202                |
| 121  | S bis 1.1  | 249 | Emanuele Nasi         | Emanuele Nasi                 | Fiat 1100 Sport              |
| 122  | S bis 1.1  | 254 | Elio Checcacci        | Elio Checcacci                | Fiat 1100 Sport              |
| 123  | S bis 1.1  | 257 | Angelo Lo Monaco      | Angelo Lo Monaco              | Fiat Lo Monaco 1100 Sport    |
| 124  | S bis 1.1  | 258 | Elle                  | Elle                          | Cisitalia 202 SMM            |
| 125  | S bis 1.1  | 300 | Francesco Siracusa    | Francesco Siracusa            | Fiat 1100 Sport              |
| 126  | S bis 1.1  | 301 | Manlio Duberti        | Manlio Duberti                | Fiat 1100 Sport              |
| 127  | S bis 1.1  | 302 | Scalambro             | Scalambro                     | Fiat 1100 Sport              |
| 128  | S bis 1.1  | 304 | E. Pacific            | E. Pacific                    | Cisitalia 202                |
| 129  | S bis 1.1  | 305 | Michele Baglio        | Michele Baglio Giuseppe Parla | Fiat 1100 Sport              |
| 130  | S bis 1.1  | 306 | Francesco Arezzo      | Francesco Arezzo              | Cisitalia 202                |
| 131  | S bis 1.1  | 307 | Abrucci               | Abrucci                       | Cisitalia 202                |
| 132  | S bis 1.1  | 308 | V. Longo              | V. Longo                      | Fiat 1100 Sport              |
| 133  | S bis 1.1  | 309 | Gagliano              | Gagliano                      | Fiat 1100 Sport              |
| 134  | S bis 1.1  | 310 | Salvatore Calabrò     | Salvatore Calabrò             | Fiat 1100 Sport              |
| 135  | S über 1.1 | 332 | Felice Bonetto        | Felice Bonetto                |                              |
| 136  | S über 1.1 | 333 | Alvise de Pasquale    | Alvise de Pasquale            |                              |
| 137  | S über 1.1 | 340 | Gabetti               | Gabetti                       | Maserati                     |
| 138  | S über 1.1 | 353 | Ermanno Gurgo Salice  | Ermanno Gurgo Salice          |                              |

### Klassensieger
| Klasse     | Fahrer             | Fahrer            | Fahrzeug                        | Platzierung im Gesamtklassement |
| ---------- | ------------------ | ----------------- | ------------------------------- | ------------------------------- |
| S über 1.1 | Clemente Biondetti | Aldo Benedetti    | Ferrari 166 SC                  | Gesamtsieg                      |
| S bis 1.1  | Emanuele De Maria  | Giovanni De Maria | Fiat 1100 Sport                 | Rang 6                          |
| S bis 750  | Ugo Puma           | Elio Zagato       | Fiat Giusti Testadoro 750 Sport | Rang 39                         |
| T über 1.1 | Giannino Marzotto  | Marco Crosara     | Lancia Aprilia                  | Rang 5                          |
| T bis 1.1  | Gino De Sanctis    | Agostino Prosperi | Fiat 1100 B                     | Rang 20                         |
| T bis 750  | Angelo Sbordone    | Camillo Giuliani  | Fiat 500 B                      | Rang 34                         |

### Renndaten
- Gemeldet: 138
- Gestartet: 90
- Gewertet: 47
- Rennklassen: 8
- Zuschauer: unbekannt
- Wetter am Renntag: kalt, regnerisch und nebelig
- Streckenlänge: 1077,614 km
- Fahrzeit des Siegerteams: 13:15:09,600 Stunden
- Gesamtrunden des Siegerteams: 1
- Gesamtdistanz des Siegerteams: 1077,614 km
- Siegerschnitt: 81,493 km/h
- Schnellste Trainingszeit: keine
- Schnellste Rennrunde: keine
- Rennserie: zählte zu keiner Rennserie